# Mangirl!
Mangirl! (まんがーる! Mangāru!?, un acrónimo de manga y girl "chica" en inglés) es un manga estilo Yonkoma escrito e ilustrado por Kagari Tamaoka, con diseños de personajes originales de Yasu. Fue serializado por la editorial Earth Star Entertainment en su revista Comic Earth Star entre abril de 2011 y julio de 2013. Su serie de anime fue producida por Doga Kobo y fue trasmitida, en Japón, entre el 2 de enero y 27 de marzo del 2013.[cita requerida]

## Argumento
Sigue las vivencias de 4 chicas, que llevan adelante un proyecto sobre la publicación de una revista de manga, llamada Comic Earth Star, sin ninguna experiencia previa.

## Personajes principales
Hana Sasayama (佐々山 はな Sasayama Hana?)
 Seiyū: Kanako Miyamoto
Hana es la fundadora y la redactora jefe de la revista Comic Earth Star, y amiga de la infancia de Aki Torii. Es bastante desorganizada, aunque es una persona amable y muy entusiasta, por no hablar de ambiciosa que es, tampoco actúa de forma profesional. Ella a veces puede ser bastante inapropiada, una vez ofreció hacer un desnudo para la revista.
Aki Torii (鳥井 あき Torii Aki?)
 Seiyū: Yuri Komagata
Aki es la asistente de la redactora jefe y cofundadora extraoficial de la revista Comic Earth Star, y amiga de la infancia de Hana Sasayama. Ella es más que una supervisora, controla a los demás y se asegura de que estén haciendo su trabajo. Actúa a menudo un poco irritada, y parece muy profesional. Ella es esencialmente la jefa del equipo.

Hay muchos indicios que sugieren que Aki fue una mangaka durante su etapa de estudiante.
Tsugumi Haraki (原木 つぐみ Haraki Tsugumi?)
 Seiyū: Moemi Otaka
Tsugumi es parte del personal de edición de la revista Comic Earth Star. Ella llega a la Comic Earth Star al seguir una camino de comida dejado por Hana.
Ringo Nishijima (西島 りんご Nishijima Ringo?)
 Seiyū: Ayaka Ohashi
Ringo es parte del personal de edición de la revista Comic Earth Star. Es muy dulce y sensible. También la más tranquila y sabia.

## Personajes Secundarios
Shinobu Fujimori (藤森 しのぶ Fujimori Shinobu?)
 Seiyū: nom seiyu
Shinobu es una artista aspirantes a ser mangaka. También es la primera mangaka que serializado su manga en la revista mensual Comic Earth Star. Ella ama los dulces y es una persona amable y ayuda a sus amigos.
Sayuri Misono (御園 さゆり Misono Sayuri?)
 Seiyū: Ayana Taketatsu
Sayuri es asistente en la división de anime de Earth Star.
Hikari Ayano (彩野 ひかり Ayano Hikari?)
 Seiyū: Kitamura Eri
Hikari es gerente de la división de anime de Earth Star.
Kiiro Sakuradai (桜台 きいろ Sakuradai Kiiro?)
 Seiyū: Aoi Yūki
Kiiro es una idol. Ella tuvo una sesión de fotos, la cual sería presentada en la primera edición de la revista Comic Earth Star.

## Medios de comunicación

### Manga
Mangirl! (まんがーる! Mangāru!?, un acrónimo de manga y girl "chica" en inglés) Mangirl! es manga estilo Yonkoma escrito e ilustrado por Kagari Tamaoka,[cita requerida] con diseños de personajes originales de Yasu.[cita requerida] Fue serializado por la editorial Earth Star Entertainment en su revista Comic Earth Star entre abril de 2011 y julio de 2013.

Tres volúmenes tankōbon fueron publicados entre el 12 de mayo de 2012 y 12 de marzo de 2013.

#### Lista de volúmenes
| #  | ISBN              | Fecha de publicación |
| -- | ----------------- | -------------------- |
| 01 | 978-4-8030-0338-3 | Mayo de 2012         |
| 02 | 978-4-8030-0417-5 | Enero de 2013        |
| 03 | 978-4-8030-0433-5 | Marzo de 2013        |

### Programa de radio por internet
Se transmitió un programa de radio por Internet titulado Sōkan! Comic Earth Star Henshū-bu (創刊! コミック アース・スター編集部), para promover el manga. El cual contó con 18 episodios, los cuales fueron emitidos entre el 16 de agosto y 13 de diciembre del 2010. Un episodio especial, adicional, se transmitió el 11 de marzo de 2011. Fue organizada por Mai Nakahara, Kana Ueda, Saori Hayami y Sayuri Yahagi. El programa fue transmitido en línea los lunes, fue producido por la emisora de radio de internet japonesa Hibiki.

### Anime
Una adaptación del manga al anime fue producida por Doga Kobo y se emitió, por AT-X, Sun TV y Tokio MX, entre el 2 de enero y el 27 de marzo del 2013 en Japón. El anime fue transmitido simultáneamente por Crunchyroll.

Un decimocuarto episodio, no emitido en TV, fue incluido en el lanzamiento en Blu-ray de la serie el 24 de mayo de 2013.

#### Lista de episodios
- Opening: girl meets DEADLINE

Interpretado por: M＠N☆GIRL!
- Ending: No posee

| #  | Título | Estreno               |
| -- | --- | --------------------- |
| 01 | «¡Este es el personal de Cómic Earth Star!» «Kochira komikku āsu. sutā henshū bu» (こちらコミック アース・スター編集部)         | 2 de enero de 2013    |
| 02 | «Editora diaria.» «Mainichi henshū sha» (毎日編集者)                                                                            | 9 de enero de 2013    |
| 03 | «Ria perfecto para una sesión de fotos de Grovure.» «Gurabia satsuei hiyori» (グラビア撮影日和)                                 | 16 de enero de 2013   |
| 04 | «Señoritas asistentes.» «A shisu tan to no jō (ashisutantogāruzu)» (あしすたんとの嬢（アシスタントガールズ）)                   | 23 de enero de 2013   |
| 05 | «Fotocomposición de medianoche.» «Shashoku middonaito» (写植ミッドナイト)                                                       | 30 de enero de 2013   |
| 06 | «Corrección infinita.» «Mugen no kōsei» (無限の校正)                                                                            | 6 de febrero de 2013  |
| 07 | «Impaciente camino de Ryoma» «Mugen no kōsei» (きみじか龍馬(リョーマ)ロード)                                                    | 13 de febrero de 2013 |
| 08 | «Planeta Comisuke» «Komisuke no hoshi» (コミスケの星)                                                                           | 20 de febrero de 2013 |
| 09 | «Encargo.» «Azukari mon» (あずかりもん)                                                                                         | 27 de febrero de 2013 |
| 10 | «Compren más.» «Motto kattekūre» (もっとカッテクーレ)                                                                           | 6 de marzo de 2013    |
| 11 | «Es solo que aún no nos hemos puesto en serio.» «Watashi tachi wa mada honki dashite nai dake» (私たちはまだ本気出してないだけ) | 13 de marzo de 2013   |
| 12 | «El primer volumen.» «Hajime no ichi kan» (はじめの一巻)                                                                        | 20 de marzo de 2013   |
| 13 | «¡Anime!» «Anime da V !» (アニメだV!)                                                                                           | 27 de marzo de 2013   |
| 14 | «(OVA) Editoras juguetonas.» (遊ブへんしゅうがぁる)                                                                             | 24 de mayo de 2013    |